# 全球变暖
指因溫室效應加劇，導致地球大氣與海洋溫度長期上升的氣候變遷現象。此過程被視為公地悲劇的典型案例，其引發的極端天氣、生態系統變化等具體影響，已成為全球性環境議題。

从1880年到2017年全球表面平均温度值，相对于1951年-1980年的14.19°C平均值而言。 黑线是全球年均值，红线是5年局部回归线。蓝色的不确定条显示了95%的置信区间。

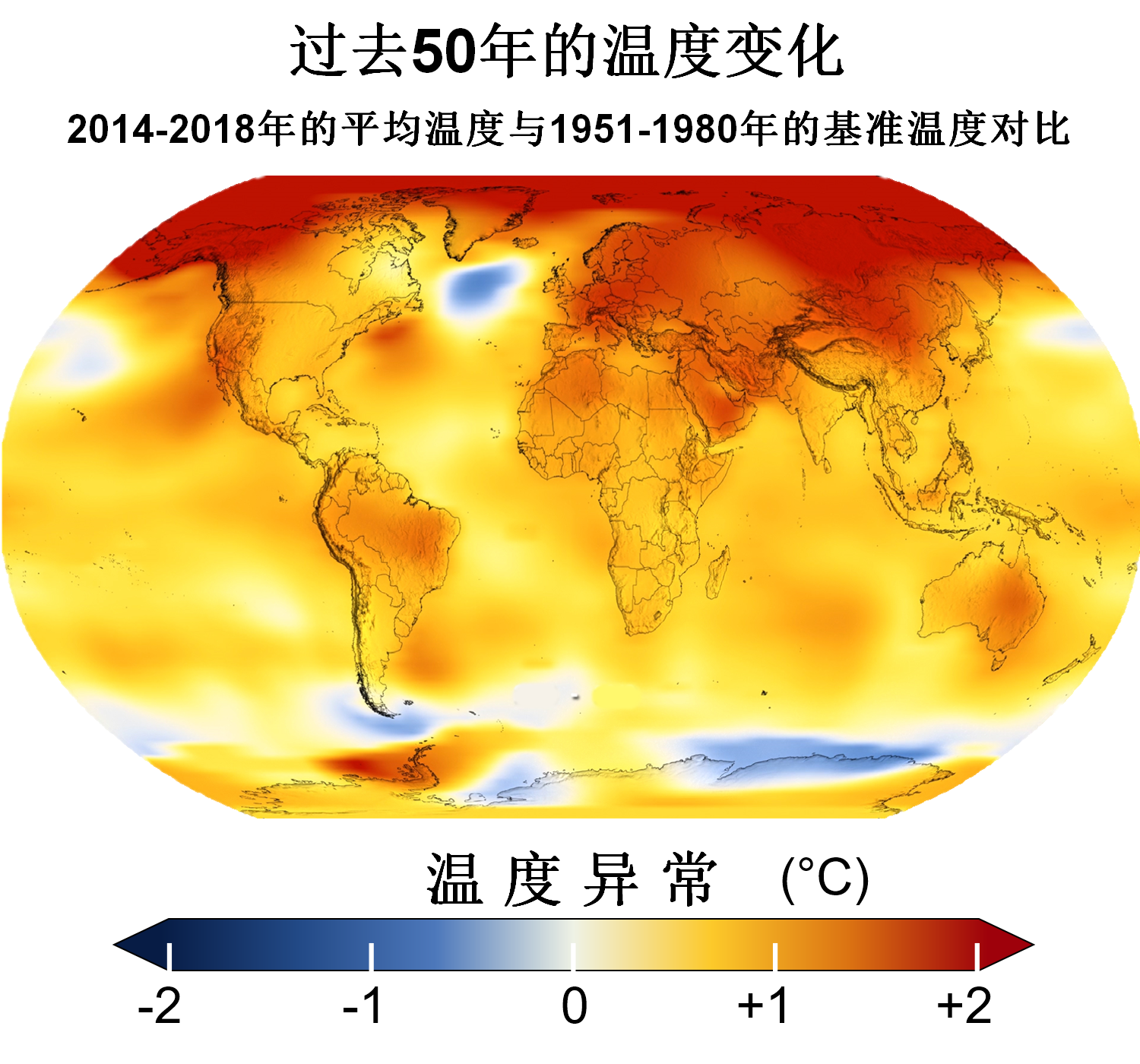
2014-2018年全球平均温度与1951-1980年基准温度对比，依据美国国家航空航天局戈达德太空研究所的数据。

環境氣體循環圖

在2013年，政府间气候变化专门委员会第五次评估报告认为，“人类影响极有可能是20世纪中叶以来观测到的变暖现象的主要原因。”
人类的影响包括排放诸如二氧化碳、甲烷和一氧化二氮这样的温室气体，鉴于人类活动在全球变暖中扮演主要角色，这种现象有时候被称为“人为全球变暖”或“人为气候变化”。报告中的气候模型预测总结指出在21世纪，根据温室气体的排放量，全球表面温度有可能进一步上升0.3-1.7°C至2.6-4.8°C。这些发现已被主要发达国家的科学院所认可，并且没有任何一个国家级或有着国际地位的科学机构对此提出异议。
未来的气候变更及相关的影响将存在地区差异。已经在进行以及预期的影响包括海平面上升、降水变更和亚热带地区的沙漠扩张。
预计将来陆地变暖情况要比海洋严重，最严重的会是北极，冰川、冻土和海冰将不断缩减。其它地区的改变包括更频繁的极端天气，例如热浪、干旱、山火、洪水、雪暴、海洋酸化和因温度变化引起的大规模物种灭绝。对人类重大的影响包括因农作物减产引发的粮食安全危机和海平面上升使得人们不得不放弃一些人口稠密地区。
社会对全球变暖的应对措施包括通过削减排放来减缓变化、适应其影响以及未来可能的气候工程。大部分国家都是联合国气候变化框架公约（UNFCCC）的缔约国，其最终目标是防止危险的人为气候变化，缔约国同意大幅减排是必须的，并且全球升温应该限制在相对于工业革命前2.0°C内，争取控制在1.5°C内。与此同时，一些科学家也质疑2摄氏度的目标。
公众对全球变暖的担心也在增加。一份2015年的皮尤研究中心报告显示出全球受访者中认可“气候变化是一个非常严重问题”的中位数比例为54%，受访者的地区差异明显，美国和中国大陸（也是二氧化碳排放量最大的兩個地區）的受访者最不担心。
在1906至2005年間，全球平均接近地面的大氣層溫度上升了0.74攝氏度。普遍來說，科學界發現過去50年可觀察的氣候改變的速度是過去100年的雙倍，因此推論該時期的氣候改變是由人類活動所推動。

## 命名
原則上，「全球变暖」一詞對成因持中立觀點，但是根據大眾的用法，「全球变暖」意味著人類對環境的影響。其他組織則使用「人為的氣候改變」（anthropogenic climate change）代表人為因素導致的改變。

## 歷史

根據不同的重組所展示過去2000年的平均地表溫度。每十年找一個平均值。特別顯示2004年的溫度來作參考。

根據儀器記錄，相對於1860年至1900年期間，全球陸地與海洋溫度上升了攝氏0.75度。自1979年，陸地溫度上升速度比海洋溫度快一倍（陸地溫度上升了攝氏0.25度，而海洋溫度上升了攝氏0.13度）。根據衛星溫度探測，對流層的溫度每十年上升攝氏0.12度至0.22度。在1850年前的一兩千年，雖然曾經出現中世紀溫暖時期與小冰河時期，但是大眾相信全球溫度是相對穩定的。
根據美國太空總署戈達德太空研究所的研究報告估計，自1800年代有測量儀器廣泛地應用開始，2005年是地球有温度记录以来第二溫暖的年份，比1998年的年平均地表温度記錄低了0.06摄氏度。世界氣象組織和英國氣候研究單位也有類似的估計，曾經預計2005年是僅次於1998年第二溫暖的年份。
在人類近代歷史才有一些溫度記錄。這些記錄都來自不同的地方，精確度和可靠性都不盡相同。在1860年才有類似全球溫度儀器記錄，相信當年的記錄很少受到城市熱島效應的影響。從最近的千禧年內的多方記錄所展示的長遠展望，在過去1000年的溫度記錄中可以看到有關的討論及其中的差異。最近50年的氣候轉變的過程是十分清晰，全賴詳細的溫度記錄。到了1979年，人類更開始利用衛星溫度測量來量度對流層的溫度。

### 各地高温记录
在2003年夏天，中華人民共和國上海、杭州、武漢、福州都破了當地高溫記錄，而中國浙江省更快速地屢破高溫記錄，67個氣象站中40個都刷新記錄。2004年7月，廣州的罕見高溫打破了53年來的記錄。2005年7月，美國有兩百個城市都創下歷史性高溫記錄。 2006年8月16日，中國重慶最高氣溫高達43度。台灣宜蘭在2006年7月8日溫度高達38.8度，破了1997年的記錄。2018年7月23日，日本埼玉縣北部熊谷市溫度高達41.1度，打破了5年前高知縣四萬十市的日本最高温度記錄。法国南部加尔省的加拉盖来蒙蒂厄在2019年6月29日的最高温度达到了45.9度，比2003年的历史最高温度还高1.8度。2019年7月下旬，西欧多个国家都遭受了热浪的袭击，英国、比利时、德国、卢森堡与荷兰均打破了之前的温度记录，分别达到了38.7度，41.8度，41.5度，40.8度和40.7度。法国更是因为热浪导致了868人死亡，而上个月的热浪已经造成了567人死亡。澳大利亚在2019年12月18日全国的平均温度更是达到了41.9度，打破了24小时之前创造的40.9度的记录，连续两天都超过了2013年1月7日的创下的40.3度的历史记录。俄罗斯位于北极圈内的上扬斯克在2020年6月22日创下了38度的高温记录，这座城市也是吉尼斯最低温度（-68度）的记录地点。
从2023年7月3日起四天内，全球平均气温连续三次打破最高纪录，1年後的7月21日又打破高溫記錄。2023年10月，哥白尼气候变化服务局表示，2023年9月为有记录以来最热的9月。2023年12月5日，世界气象组织指出2011年至2020年是有记录以来最热的十年。

### 最热年份和整体趋势
科学家正式宣布，2019年7月是人类在一个多世纪前开始记录温度以来最热的一个月，2019年8月是有史以来第二热的8月，9月和10月分别是历史上最热的9月和10月，11月则追平了在2016年出现的史上最热11月的记录。有温度记录以来的22个最热的年份有20个出现在最近的20年，而历史上最热的5个年份全部出现在最近的5年里，全球变暖的趋势是十分明显的。尽管不断破纪录的年份吸引到了相当的公众关注，但单个年份走势的重要性还是比不上整体趋势。一些气象学家批评大众媒体标榜“最热一年”来吸引注意的做法。特别是厄尔尼诺-南方振荡现象可导致某年气温热一些或冷一些，而这和造成整体趋势的原因是不相关的。气候学家加文·施密特指出：“长期趋势或可预计的破记录情形远比单个年份是否打破记录重要。”2021年，美国国家海洋和大气管理局表示2021年7月全球平均气温成为有气象记录以来的最热7月。2023年8月14日，美航天局表示這一記錄又被2023年7月打破。2023年11月30日，世界气象组织宣布2023年是有记录以来人类历史上最热的一年。2025年1月10日，欧洲哥白尼气候变化服务机构报告称，2024年是全球有记录以来最热的一年，也是第一个超过全球变暖1.5°C象征性阈值的历年。

## 成因

過去40萬年的二氧化碳含量與自工業革命的急速飆升；地球軌道的週期性改變（又稱為米蘭柯維奇旋迴）被相信是十萬年的冰河時期循環的背後推動者。

氣候系統的改變來自自然或內部運作及對外來力量的改變作出的反應。這些外來力量包括了人為與非人為因素，譬如太陽活動、火山活動及溫室氣體。幾乎所有的氣候學家同意地球近年來已經变暖。近代氣候轉變的成因仍然是活躍的研究範疇，科學界的共識認為人類的活動是全球变暖的主因，對於這點，學界並無爭議。
在地球大氣層排放二氧化碳及甲烷，而其他情況不變下，會促使地面升溫，溫室氣體產生天然的溫室效應。如果沒有它，地球溫度會比現在低攝氏30度，使地球不適合人類居住。但人類自工業革命以來排放至地球大氣層排放的二氧化碳、甲烷等溫室氣體已令大氣層溫室氣體含量超出自然平衡水平，造成全球暖化。而全球暖化現象會造成自我回饋，令暖化更趨嚴重。其中一個重要的回饋過程就是冰反照率回饋。大氣層中增加二氧化碳暖化了地球表面，導致兩極冰塊溶解。陸地與開放水域便佔據更多的地方。兩者比冰的反射還要少，所以吸收了更多太陽輻射。這樣使变暖加劇，到頭來促使更多冰塊溶化，循環不斷持續。因為地球的熱力慣性與對其他間接效應的緩慢反應，地球現今的氣候在不斷增加的溫室氣體下變得不平衡。氣候行為研究指出，縱使人類立即達成零碳排放，令溫室氣體維持現今的水平，全球平均溫度可能仍然會上升攝氏0.5至1度。

### 大气层中的溫室氣體

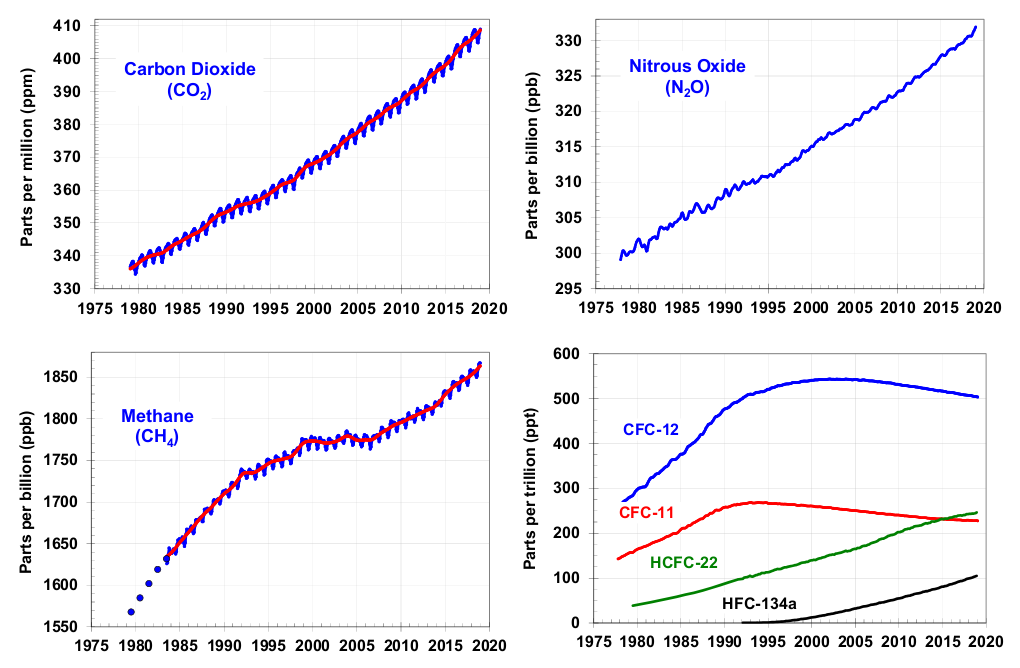
1980年至2003年，全球主要溫室氣體的趨勢圖

從1958年莫勞島二氧化碳含量變化

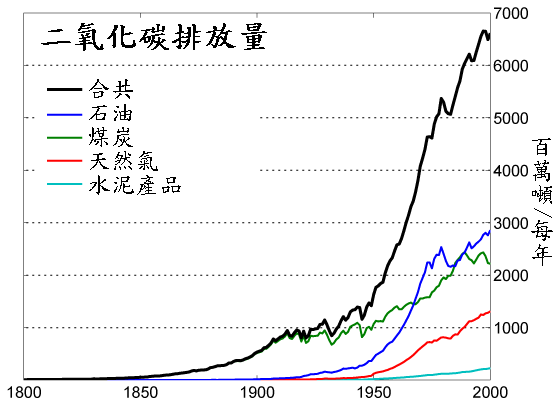
燃料類造成的排放比較

溫室氣體對於太陽的短波輻射來說是透明的。可是，它們卻吸收了來自地球發放的（黑體輻射）部份長波的紅外線輻射。這樣使地球難以降溫。它們能暖化地球多少是以全球暖化勢能作指標。
大氣層中二氧化碳及甲烷的濃度自1750年比前工業化水平（280百萬分率）分別上升了31%與149%。而現在的水平已經長期高於380百萬分率，並即將突破400ppm。從冰芯中提取可靠的數據指出，與過去65萬年的作比較，這是個明顯的飆升。從一些非直接的地質學證據，有理由相信過去4000萬年的二氧化碳含量比較高。在過去的20年中，大約四分之三的人為的二氧化碳排放都是燃燒化石燃料。其他的人為排放都是土地使用方面，特別是砍伐森林。
美國賓州大學的科学家从1958年开始在夏威夷大島海拔約3400公尺的毛纳洛峰上设立4个7米高和一个27米高的采样塔，每小时采样4次，對二氧化碳混合比率展開了最漫長的連續的儀器測量。從此以後，人們發現每年的測量結果不斷攀升，如基林曲線（Keeling Curve）顯示，數值由當初的315百萬分率上升至2006年超過了380百萬分率，升幅大約是21%。結果顯示二氧化碳含量在每個月出現輕微季節性變動而整體上全年是不斷上升。
二氧化碳和其他溫室氣體的含量不斷增加。正是全球变暖的人為因素中主要部分。據資料顯示
，大氣中一氧化二氮（N2O）的含量比18世紀中葉（1750年）工業革命開始從275ppbv增加到310ppbv，二氧化碳（CO2）的含量從280ppmv增加到360ppmv，甲烷（CH4）從700ppbv增加到1,720ppbv，這些增長趨勢主要緣于人類的活動。燃燒化石燃料、清理林木和耕作等都增強了溫室效應。
从工业革命开始，二氧化碳的含量急剧增加，虽然植物的光合作用吸收了很大一部分二氧化碳，海洋也溶解一部分二氧化碳并固定成碳酸鈣，但空气中二氧化碳的含量还是逐步增加。根据美国弗吉尼亚大学和英国東安格里亞大學联合研究的结果，在进入20世纪后半叶，全球温度上升的趋势非常明显，温度变化情况见下图。
因為二氧化碳在大氣中有50年到200年的壽命，很多研究集中在2100年或之前的時間。但是無論氣候變化的成因或結果為何，許多人是非常關心的；對於應付預言後果的政策應該如何實施，引起了全球廣泛的政治爭論、公開辯論及各種學術研究。這些政策討論重點是應該減少還是扭轉未來的暖化及怎麼應付預計的後果。
甲烷是天然气的主要組成部分，大部分由生物生產和從天然氣管道和其它基礎設施洩漏出來。一些甲烷的生物來源是自然的，譬如白蟻。可是其他來源則是由人類農業活動增加而帶動的，例如稻米的耕種。最近的證據顯示，森林也許是甲烷的來源。如果屬實，這會是對天然溫室效應的額外貢獻，而不是人為溫室效應的。
雖然實際的趨勢軌線視乎不確定的經濟、社會、科技及自然發展，預期未來的二氧化碳水平將因為使用化石燃料而持續攀升。政府間氣候變化專門委員會的《排放情況的特殊報告》羅列出很多不同的二氧化碳情況，在2100年可以達致由541至970百萬分率的水平。如果煤與焦油被廣泛地採用，現時的化石燃料儲備是有能力實現這個水平並且在2100年後繼續排放。

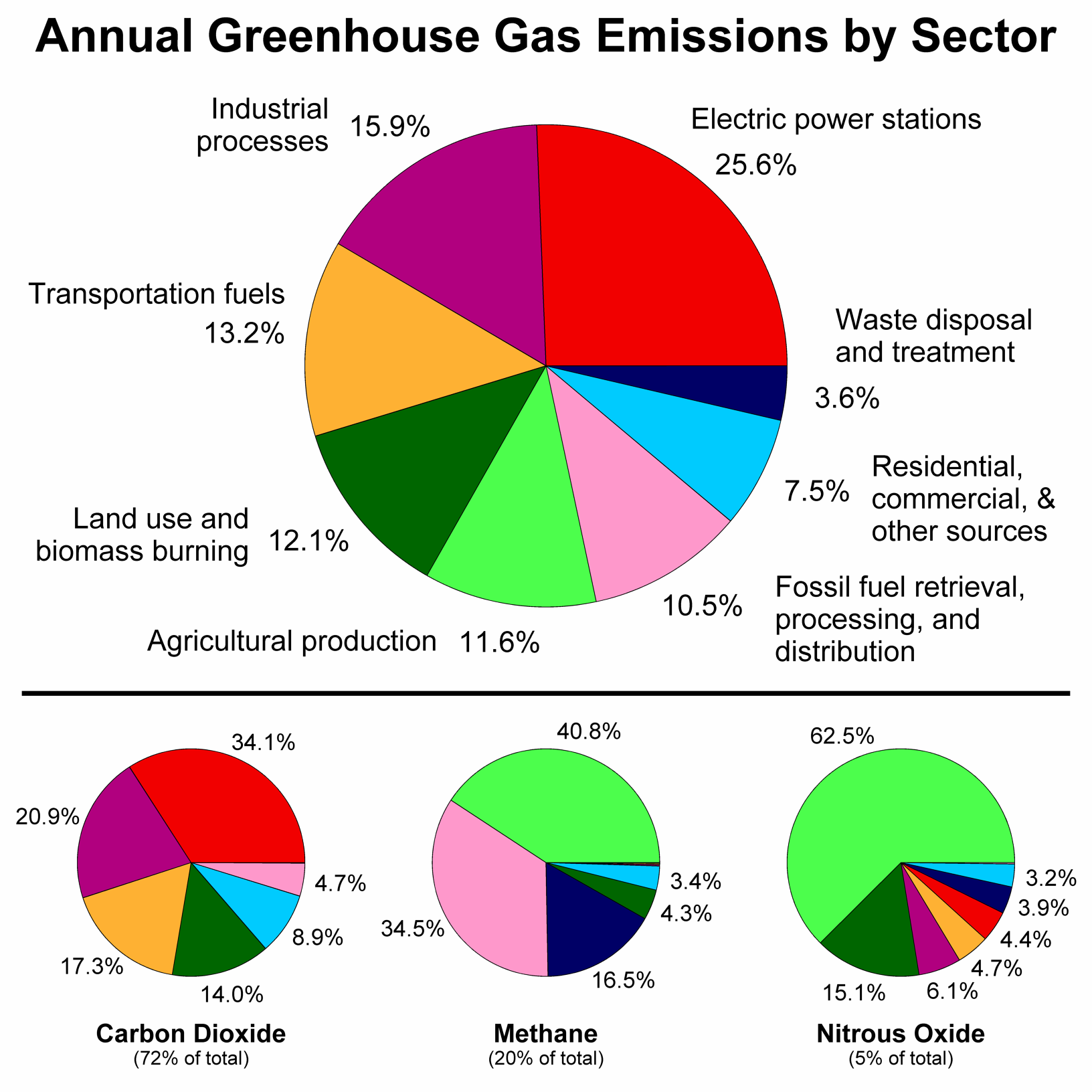
於2000年人為排放的溫室氣體的各個組成部分

全球的主要人為排放的溫室氣體是來自燃燒燃料。餘下的大部分來自“短暫的燃料”（生產與運送中耗用的燃料）、工業及農業體增多。生產中的排放。在1990年，他們的比重分別是5.8%、5.2%和3.3%。當前的數據都可以作比較。大約17%來自發電時所耗用的燃料。很少來自大自然與人為生物來源，大約只有6.3%來自農業所產生的甲烷和氧化亞氮。

### 其他理論
雖然有其他的假說嘗試解釋全球溫度升高的原因，例如城市熱島效應、太陽輻射自然變化等，但政府間氣候變化專門委員會報告歸納模型研究後，總結這些現象對全球暖化的影響遠少於人類活動對氣候的影響。
在科學雜誌中，加利福尼亞大學聖地牙哥分校的歷史學教授納奧秘·奧勒斯克斯從科學資訊機構中的928份科學文獻的摘要中尋找全球氣候改變（global climate change）關鍵字，並總括，當中75%明示或暗示接受了「在過去50年觀察得到的大部分暖化都是由人類活動所致的」這個觀點，顯示科學界普遍接受人類活動是全球暖化的主因。目前學界的共識是「全球暖化存在，且人類活動極有可能是導致全球暖化的主要原因」，對於這點，學界並無爭議。

## 反馈

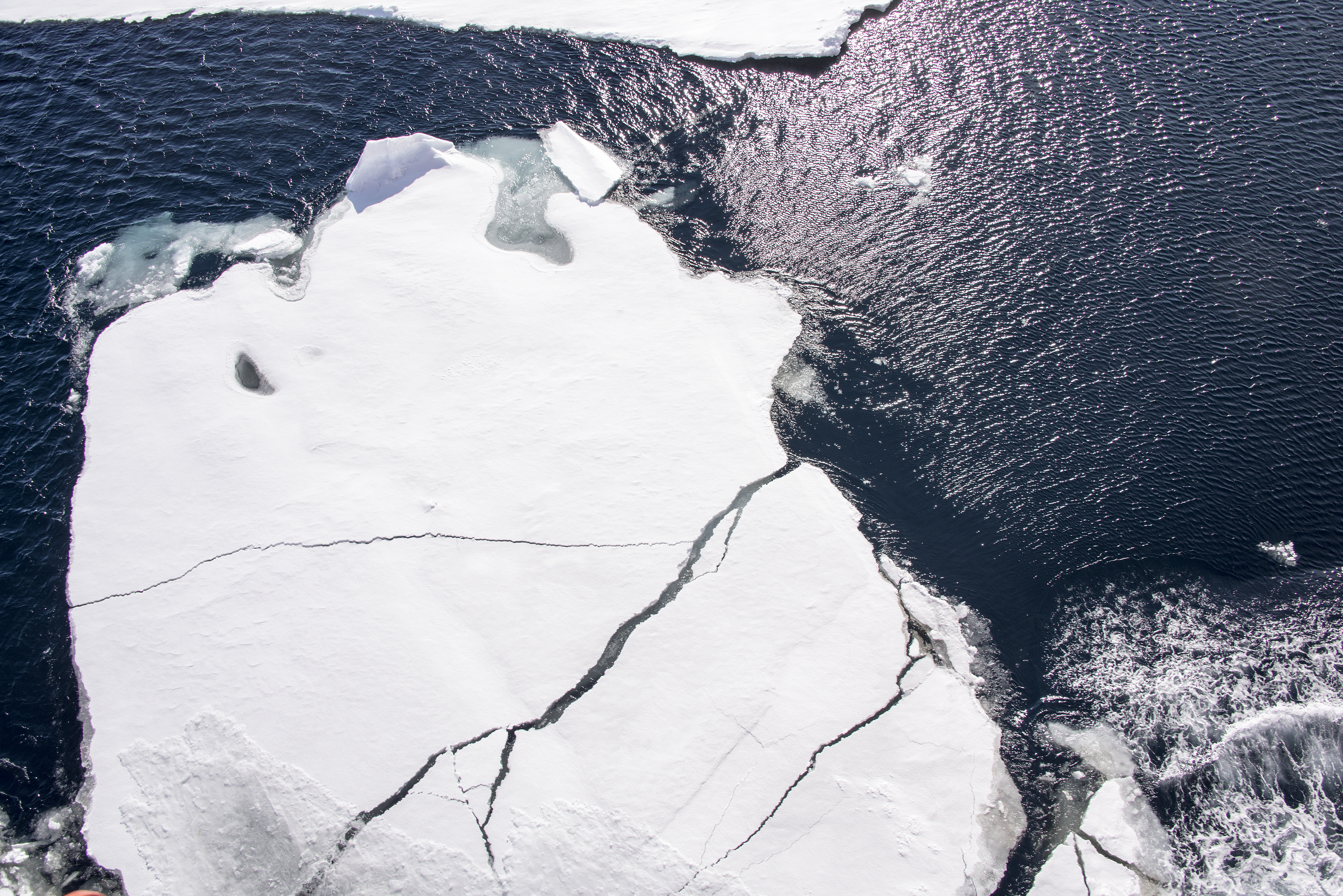
深色的海洋表面只反射6%的太阳辐射，而海冰可以反射50%到70%。

一系列的反馈主导了系统对气候改变因素的反应。正反馈增强了初始成因对气候系统的影响，而负反馈降低了影响。
气候系统中有一系列的反馈，包括水蒸气、冰反射率（冰雪的覆盖与否影响地球表面吸收还是反射多少阳光）的改变、云和地球碳循环（例如从土壤中释放出碳）。主要的负反馈是到太空的红外辐射导致的辐射冷却，当温度升高时这种效应也大大增强。
反馈是决定气候系统对已增加的温室气体浓度的敏感度的重要因素。其它因素也是一样的，更高的气候敏感度意味着增加同样的温室气体，温度会升高的更多。反馈影响的不确定性是不同的气候模型在一个既定的场景中得出不同升温幅度的主要原因。要理解云和碳循环在气候预测中扮演的角色还需要更多的研究。
正回授效果會導致更多溫室氣體的來源。譬如從西伯利亚永久冻土中的泥煤田釋放的甲烷可能多達7百億噸。注意人類排放的污染物如硫酸鹽氣溶膠有冷卻的作用。雖然被干擾的自然循環可能導致二十世紀中期的溫度記錄中所見的高原，但那些人類排放的污染物在某個程度上也引致同樣的溫度記錄。
哈佛有一项从1991年开始的未来气候变更研究，该研究基于观察，关于土壤碳反馈，这项研究暗示到2100年，地球表层1米的土壤可能释放出的碳多达1900亿吨，这相当于过去二十年燃烧化石燃料排放出的温室气体总量，这是因为温度升高改变了微生物群落。气候模型没有考虑这些可能的反馈机制。另一项哈佛的研究暗示因为温度升高，注入到平流层的水蒸气增多，这加剧了臭氧消耗，以后会增加皮肤癌的发生几率并会伤害农作物。
北极的温升幅度几乎是世界其它地区的2倍。这似乎既是因为极地强化热量传输，更因为当地的净辐射平衡。一些能想到的反馈例子包括雪和海冰覆盖面积的减少，大气和海洋环流的变化，北极环境中的人为烟尘，云量增加和水蒸发。根据政府间气候变化专门委员会2013年的报告，模型经常倾向于低估北极强化现象。一些研究将快速变暖的北极与消失的冰雪圈、中纬度地区的极端天气和高速气流的变化联系起来。
根据国际能源署2018年5月发布的报告，随着全球变暖和世界上较热的国家地区的人们收入增加，到本世纪中期，全球的空调数量预计会从16亿台升至56亿台。为了满足空调用电需求的温室气体排放将翻倍，从2016年的12.5亿吨增长至22.8亿吨，从而进一步加剧全球变暖。

## 地区趋势和短期波动

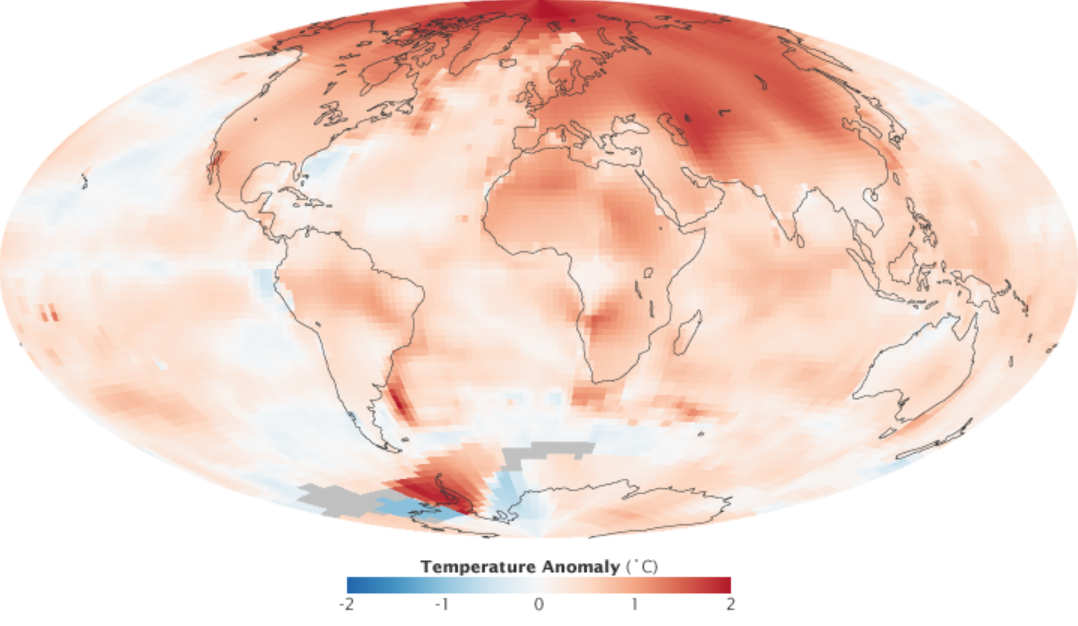
2000年-2009年的平均温度与1951年-1980年的对比，北极的变化明显更大一些。

全球变暖指的是全球平均温度的增加，但并不是全球每个地方增幅一致，不同地区的差异是非常大的。自从1979年以来，全球陆地平均温度的增幅是海洋的2倍（每10年增温0.25°C比0.13°C）。海洋温度比陆地增加的慢是因为其热容量更大，且可以通过蒸发来散发更多的热量。自从18世纪开始工业化以来，南北地球半球的温度差异便增大了，因为北半球的雪和海冰的融化更多，并且陆地占比更大。在过去的100年里，北极的平均温升幅度几乎是地球其它地区的2倍，这种现象有时候被称为“北极放大”。
尽管北半球的温室气体排放比南半球多，但这并不是形成南北半球温差的原因，因为主要的温室气体在大气中存在的时间比其在全球范围内扩散均匀的时间要长很多。
气候变更的原因有多种，但是因为气候系统有着巨大的热惯性，气候的改变过程要花上几个世纪甚至更长时间。一项气候研究得出结论：如果温室气体维持在2000年的水平，表面温度仍然将增加0.5°C。另一个发现表明如果稳定在2005年的水平，表面温度增加将超过一摄氏度。一些温升可归因于之前的自然因素，因为地球能量收支有一定的滞后性。一项研究使用高度简化的气候模型，该模型指出过往的因素驱使的升温可占到2050年表面温升的64%，而它们的影响要随着时间的流逝才会逐渐减缓。
全球温度的短期波动可能超过长期趋势的影响，并且可以暂时掩盖或放大长期趋势。2002年到2009年，全球温度相对稳定，媒体和一些科学家因此称之为全球变暖中断，这就是很好的一个例子。2015年更新后不同的测量海洋表面温度的方法显示过去的最近十年海水温度一直在上升。

## 植物、森林资源与全球变暖的關係
全球森林资源是有效防止全球变暖的工具。树木通过光合作用吸收空气中的二氧化碳，生成氧气和糖类。当人类将森林破坏后有一部分会被用作燃料使用用于供暖或是烧制成碳木。在使用的过程中燃烧会产生二氧化碳，增加二氧化碳在大气中的含量，进一步加重温室效应，加速全球气温变暖。因此，一方面减少吸收二氧化碳这种主要温室气体的数量，另一方面又会增加二氧化碳的排放。所以破坏或是不合理使用森林资源是对环境的严重破坏，是全球气温上升的一大诱因。大面積的草原與植物同樣具有吸收二氧化碳與涵養地下水的功能，草原與植物被嚴重破壞的區域同時會造成嚴重沙塵暴，加速草原與植被的沙漠化。

現存大氣中積累的溫室氣體，主要歷史責任國分布

## 道德、社會及政治爭議
過去幾年以來，大眾對地球暖化的重視程度明顯提升。人們對地球暖化原因的各項科學解釋高度關注，同時引起了政治與經濟上的辯論。雖然貧窮地區，特別是非洲的排放量很微小，但卻面對著全球变暖所帶來的極大風險。同時，美國不滿發展中國家能夠免除京都協議書的約束，並且以這個為拒絕簽署協議書的理由。在西方社會中，相比美國，歐洲有很多人接納了人類對氣候的影響及努力對抗变暖這些說法。應當注意的是，對於「人為造成的全球暖化存在，並正在發生」的事實本身，是有著科學共識且沒有爭議的，獲得有關專家的一致支持的；也就是說，幾乎所有合格的氣候學家都認為，全球暖化存在，全球暖化是近幾十年持續發生的現象，而人類活動是造成此次全球暖化的最主要的原因。
化石燃料組織及公司譬如由菲利普·庫尼及某些智庫－競爭企業協會和卡托研究所所代表的美國石油學會及艾克森美孚利用一些運動來淡化全球变暖的風險。環保團體及公眾人物則舉行運動來強調當中的風險。最近，一些化石燃料公司已經減少了淡化運動，甚至呼籲制定避免全球变暖的政策。
這個議題促發了關於限制工業的溫室氣體排放對經濟活動的影響的辯論。在美國，對科學證據及報告作政治操控也成了重要的議題。其他國家則更會討論為了減排而採取另外一些更潔淨能源時所需要的成本。
其他爭論焦點則在於一些新興工業國家和地區如印度及中國大陸在控制排放的力度應該有多大。2007年，中國大陸的二氧化碳排放量已经超越美國，中華人民共和國稱因為中國大陸的人均排放量是美國的三分之一（2010年），所以在減排上沒有很大責任。美國稱如果他們必要承擔減排成本，中國大陸也要。印度也即將成為工業排放的大國之一，將會與中國大陸面臨同樣的問題。

## 影响

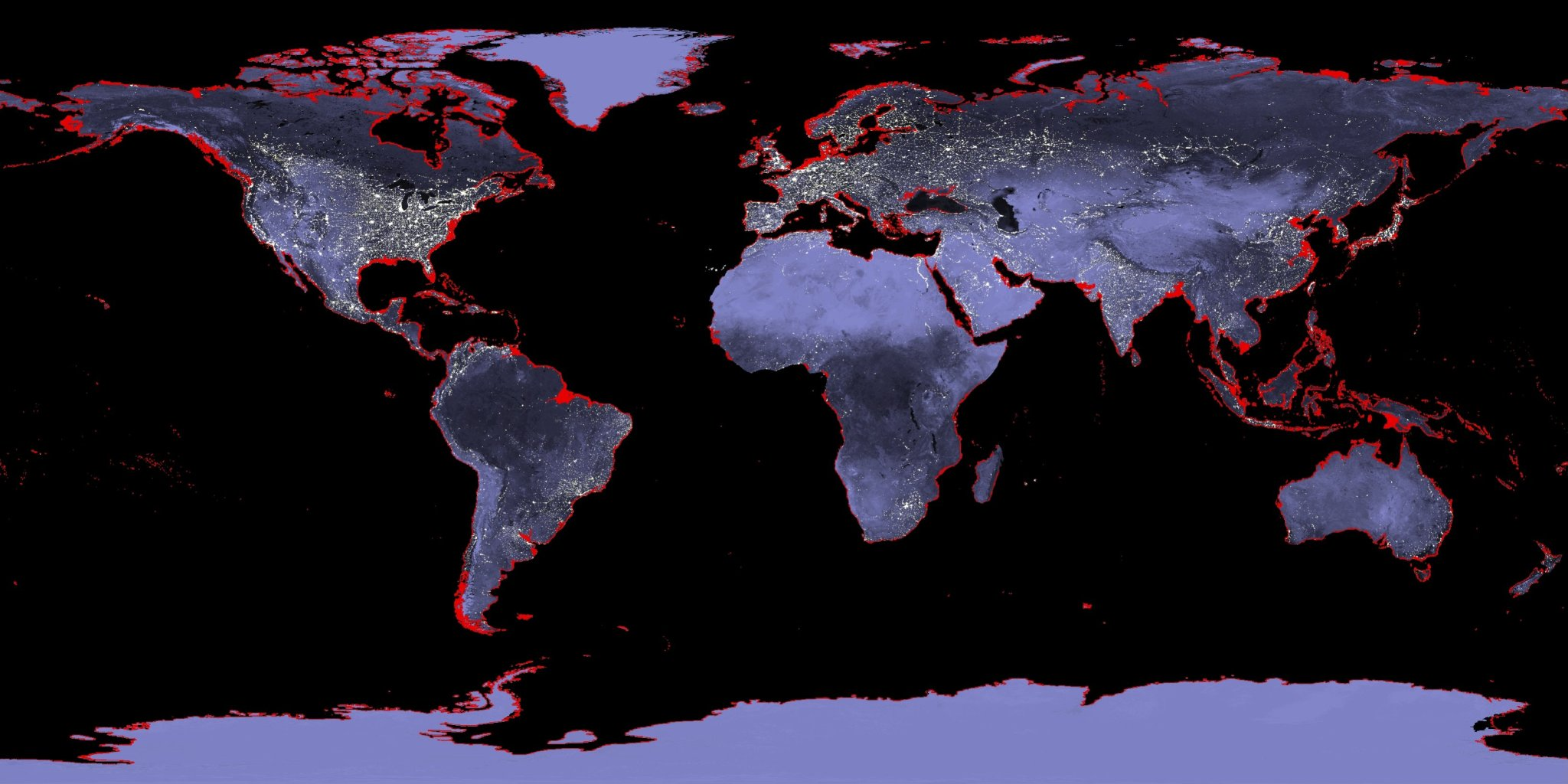
海平面上升6米，地球将被淹没的地区用红色表示。

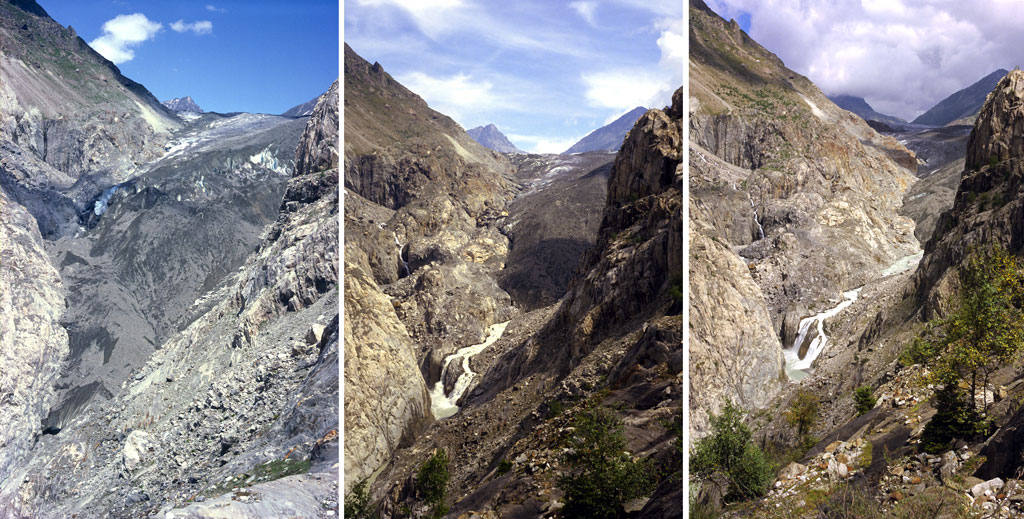
受全球暖化影響，在瑞士阿爾卑斯山的阿萊奇冰川正在不斷後退。

1. 由于海洋温度升高，海水體積膨脹，南极和格陵蘭的大陸冰川也会加速融化，导致海平面上升，会淹没沿海低海拔地区。例如大洋洲島國圖瓦魯已被水淹沒。全世界有3/4的人口居住在离海岸线不足500公里的地方，陆地面积缩小会极大地影响人类居住环境，甚至可能导致战争。河、海堤的建立，可降低海平面上升的影響，保護地勢低的地區。（要注意，广为流传的“海洋上漂浮的冰川的融化会导致海平面上升”的说法是错误的。根据阿基米德原理，实际上，海洋上漂浮的冰川融化后海平面仍会保持不变。只有当陆地的冰川融化后流入海洋才会改变海平面的高度）
2. 由于海洋温度升高，水蒸发加快，大量水气被输送进入大气，会导致局部地区短时间内降雨量突然升高，这样暴雨天气就会导致水灾、山体滑坡、泥石流等更加频繁的发生，位于河流沿岸的城市和位于河流下游的广大地区因此受到洪水的威胁，水灾面积因为短时的强降水而迅速扩大，水土流失问题也比过去更加严峻。
3. 由于大气温度升高，导致热带传染病向高纬扩散，目前已有热带传染病扩散的迹象。而过去在低温下难以存活的病毒随着冬季温度上升，有全年活动的可能，最近一段时间的监控发现，过去已经得到控制的疾病如结核病等有再度爆发的可能。
4. 由于大气温度升高，令蒸发量上升，在以往干旱少雨的地区面临更加严峻的考验，而不正确的耕作方法很有可能让以前植物覆盖的半干旱地区失去保护成为半沙漠化地区，从而导致内陆地区沙漠化加速，沙漠有扩大的危险（实际上沙漠化问题已经困扰着东亚和中亚国家，在撒哈拉边界地区更是情况堪忧）。
5. 由于温度升高，如果食物链中的上层和顶层生物如果不作出相应变动就会严重危机到种群的繁殖和发展，整个生物多樣性会受到威胁，许多物种会加速灭绝的步伐。
6. 由于两极冰山崩塌，北欧、南美近极地的地方温度会迅速下降（因冰溶化有溶化比潛熱，大量冰同時溶化會吸取大量能量以作溶化之用，所以近极地的地方温度会迅速下降），会严重影响当地生态系统，造成不可逆的变化。
7. 澳洲流行病學家安東尼奧·麥克邁克爾（英语：Tony McMichael）於美國微生物學會的會議上提出警告，表示全球暖化使得多種流行病的流行模式發生改變增加爆發機會[130]。
8. 由於極端氣候會使農作物失收，減少糧食供應，在一些地區造成嚴重的經濟損失，甚至引致饥荒，例如乾旱會使非洲的荒漠化範圍擴大，農地生產力下降。
9. 全球变暖导致热带洋面的表层海温升高，导致热带气旋（台风、飓风等）的发生频率与平均威力显著增高、行进速度变缓，破坏力更大。

## 解决和缓和方案
不少公司和團體組織設法削減全球暖化，為全球暖化的削減與緩和提議了某些戰略戰術，包含倡導使用生物柴油、風能、太陽能、核融合、純電動車、混合動力車輛、碳稅、人口管控策略等。許多環境小組鼓勵單獨行動抵抗全球變暖，經常瞄準消費者，並且有對氣候變化的業務商業活動。
根据联合国粮食及农业组织2013年的报告，畜牧业一年的排放量相当于7.1亿吨二氧化碳，其中牛（包括肉牛和奶牛）的排放量占比多达65%。因此有专家就认为少吃牛肉少喝奶能减轻全球变暖。
在《Drawdown》这本书里面，作者保罗·霍肯一共列出了100种解决全球变暖的方法。按照其模型计算，从2020年到2050年，如果实施前80种方法，累计可减少相当于10509.9亿吨的二氧化碳排放，平均每年350亿吨，大致相当于2016年的世界排放总量。在这些解决方法里面，排名第一的是制冷剂管理，前十名里面和食物相关的占3个。

### 京都議定書
關於參與全球变暖的主要世界性國際協議就是京都協議書。京都協議書是1997年討論聯合國氣候變化應變中心（UNFCCC），批准這個協議的國家承諾減少排放二氧化碳和其他五種溫室氣體，如果他們繼續增加排放這些氣體，他們就會受到其他國家的譴責。

## 相关國際公約
- 《聯合國氣候變化綱要公約》
  - 《蒙特婁議定書》
  - 《京都議定書》（1997年）
  - 《巴厘路線圖》
  - 《哥本哈根协议》（2009年）
  - 《巴黎协定》（2016年）

## 引文
1. ↑  2001年，这份联合声明已被澳大利亚、比利时、巴西、加拿大、加勒比、中华人民共和国、法国、德国、印度、印度尼西亚、爱尔兰、意大利、马来西亚、新西兰、瑞典和英国的国家级科学院所签署。[5]2005年的声明加上了日本、俄罗斯和美国。2007年的声明加上了墨西哥和南非。非洲科学院网络和波兰科学院分别发布声明。专业的科学社团包括 美国天文学会、美国化学学会、美国地球物理联盟、美国物理联合会、美国气象学会、美国物理学会、美国第四纪协会、澳大利亚气象和海洋学会、加拿大气候与大气科学基金会、加拿大气象和海洋学会、欧洲科学与艺术学院、欧洲地球科学联盟、欧洲科学基金会、美国地质学会、澳大利亚地质学会、伦敦地质学会地层学委员会、国际科学院组织、国际大地测量学与地球物理学联合会、国际第四纪研究联合会、美国国家地球科学教师协会、美国科学院，工程学院和医学院、皇家气象学会和世界气象组织。
2. ↑  Earth has already experienced almost 1/2 of the 2.0 °C（3.6 °F） described in the Cancún Agreement. In the last 100 years, Earth's average surface temperature increased by about 0.8 °C（1.4 °F） with about two thirds of the increase occurring over just the last three decades.[17]

## 延伸閱讀
- . 台大風險社會與政策研究中心. 10 Sep 2021  [5 Jul 2025] （中文）.
- . 联合国.   [2022-01-28]. （原始内容存档于2022-01-28） （中文（简体））.

### 科學
- . 政府間氣候變化專門委員會.   [2022-01-26]. （原始内容存档于2022-02-14）.
- 綠色和平：全球暖化相關資料 (繁體) （页面存档备份，存于）
- 長春社* （页面存档备份，存于）
- 海洋及氣候改變協會的全球变暖資訊 （页面存档备份，存于）, 伍茲霍爾海洋研究院（Woods Hole Oceanographic Institution）
- 美國太空總署全球水文學和氣候中心 （页面存档备份，存于）
- 最近二氧化碳含量的測量與數據 （页面存档备份，存于）
- 聯合國環保計劃中有關全球变暖的地圖 （页面存档备份，存于）
- 真實氣候（页面存档备份，存于） - 一群氣候科學家的網誌
- 國家大氣層研究中心（页面存档备份，存于）
- 德國波茨坦氣候影響研究所（页面存档备份，存于）
- 發現全球变暖（页面存档备份，存于）發現過程的詳盡介紹與歷史
- [研究中心]. Center for Climate and Energy Solutions.   [2022-01-26]. （原始内容存档于2022-04-03） （英语）.
- . 美国国家海洋和大气管理局.   [2022-01-26]. （原始内容存档于2022-04-04） （英语）.
- . 美國環境保護署.   [2022-01-26]. （原始内容存档于2022-04-04） （英语）.
- [氣候科學監測]. Government Accountability Project.   [2022-01-26]. （原始内容存档于2022-04-01） （英语）.
- 節能減碳全民行動網 （页面存档备份，存于）

### 其他
- . 英國廣播公司新聞 中文.   [2022-01-26]. （原始内容存档于2022-04-03）.